# デモニム
デモニム（英語: demonym）とは、ある一定の地域や自治体の住民である事や出身である事を指す言葉を用いる時の固有の呼び方を指す。

## 概要
『ナショナル ジオグラフィック』によれば、demonymという語はメリアム＝ウェブスターの編集者だったポール・ディクソンが1990年の著作で提唱したが、ディクソンの『Labels for Locals』（1997年）ではジョージ・H・シーツ（George H. Scheetz）による1988年の著書を最初の用例としている。demonymという語が広まったのは『Labels for Locals』以降だった。
英語では、Japanに住む人々のことをJapanese（国名の後に-eseを付ける）と呼ぶ。-eseのほかには-an（Asian）、-ish（Irish）、-er（Londoner）、-ite（Sydneyite）、-i（Israeli）が存在する。さらに複雑な例としてリヴァプール人はLiverpudlian、パリの女性はParisienneと呼ぶ。英語では「～人」は頭文字を大書する。フランス語でもフランス人（Français）、イタリア人（Italien）のように接尾辞が国や地域によって異なる。
日本語においては「東京人」、「江戸っ子」のように、地名の後に「人」か「子」を付け、場合によっては促音を付す形であり、英語のような複雑なデモニムになっていない。

## 関連図書
- Aoki, Hikaru (2022). “Why Japan-ese and not Japan-ian? : historical relations between demonymic suffixes and country names”. Colloquia (英語). 42: 85–102.
- Coates, Richard (2021). “Some thoughts on the theoretical status of ethnonyms and demonyms”. Onomastica (英語). 65 (2): 5–19. doi:10.17651/ONOMAST.65.2.1. S2CID 245777535.
- Roberts, Michael (2017). “The Semantics of Demonyms in English”. The Semantics of Nouns (英語). Oxford: Oxford University Press. pp. 205–220. ISBN 9780198736721.